# 73P/Schwassmann–Wachmann
73P/Schwassmann - Wachmann, còn được gọi là Schwassmann - Wachmann 3, là một sao chổi định kỳ trong Hệ Mặt trời đang trong quá trình tan rã. Bắt đầu đoạn văn perihelion năm 2011, thành phần chính 73P-C đã được phục hồi vào ngày 28 tháng 11 năm 2010 với cường độ rõ ràng 21,3; nó đã đến perihelion (điểm tiếp cận gần nhất với Mặt trời) vào ngày 16 tháng 10 năm 2011
Sao chổi Schwassmann - Wachmann 3 là một trong những sao chổi được phát hiện bởi các nhà thiên văn học Arnold Schwassmann và Arno Arthur Wachmann, làm việc tại Đài thiên văn Hamburg ở Bergedorf, Đức. Nó bắt đầu tan rã khi tái nhập vào Hệ Mặt trời bên trong vào năm 1995, trong một phản ứng được kích hoạt bởi sự nóng lên của Mặt trời của sao chổi khi nó xuất hiện từ các vùng lạnh hơn của Hệ Mặt trời bên ngoài.
Sao chổi 73P là một vật thể cha mẹ của mưa sao băng Tau Herculids.
Sao chổi được phát hiện khi các nhà thiên văn học đang phơi bày các tấm ảnh để tìm kiếm các hành tinh nhỏ cho một cuộc khảo sát hành tinh nhỏ, vào ngày 2 tháng 5 năm 1930. Sao chổi đã bị mất sau lần xuất hiện năm 1930, nhưng được quan sát nhiều lần hơn.
73P / Schwassmann - Wachmann có chu kỳ quỹ đạo nhỏ hơn 5 1/3 năm để nó đến gần Trái Đất nhất cứ sau 16 năm. Đoạn chính 73P-C có MOID Trái Đất là 0,04 AU (6.000.000 km; 3.700.000 dặm). 73P ban đầu được ước tính có đường kính lõi là 1100 mét.